# Công ty đa quốc gia
Công ty đa quốc gia, thường viết tắt là MNC (từ các chữ Multinational corporation) hoặc MNE (từ các chữ Multinational enterprises), là khái niệm để chỉ các công ty sản xuất hay cung cấp dịch vụ ở ít nhất hai quốc gia. Các công ty đa quốc gia lớn có ngân sách vượt cả ngân sách của nhiều quốc gia. Công ty đa quốc gia có thể có ảnh hưởng lớn đến các mối quan hệ quốc tế và các nền kinh tế của các quốc gia. Các công ty đa quốc gia đóng một vai trò quan trọng trong quá trình toàn cầu hóa; một số người cho rằng một dạng mới của MNC đang hình thành tương ứng với toàn cầu hóa – đó là xí nghiệp liên hợp toàn cầu.

## Lịch sử
Công ty nào là MNC đầu tiên đang còn được tranh cãi. Một số cho rằng Hiệp sĩ dòng Đền, thành lập vào năm 1118, trở thành công ty đa quốc gia khi bắt đầu chuyển sang kinh doanh ngành ngân hàng vào năm 1135. Tuy nhiên một số khác cho rằng Công ty Đông Ấn Anh hay Công ty Đông Ấn Hà Lan mới thực sự là các công ty đa quốc gia đầu tiên.

## Cấu trúc công ty đa quốc gia
Các công ty đa quốc gia có thể xếp vào ba nhóm lớn theo cấu trúc các phương tiện sản xuất:
- Công ty đa quốc gia "theo chiều ngang" sản xuất các sản phẩm cùng loại hoặc tương tự ở các quốc gia khác nhau (ví dụ: McDonalds).
- Công ty đa quốc gia "theo chiều dọc" có các cơ sở sản xuất ở một số nước nào đó, sản xuất ra sản phẩm là đầu vào cho sản xuất của nó ở một số nước khác (ví dụ: Adidas).
- Công ty đa quốc gia "nhiều chiều" có các cơ sở sản xuất ở các nước khác nhau mà chúng hợp tác theo cả chiều ngang và chiều dọc (ví dụ: Microsoft).

Một số khác cho rằng đặc điểm cơ bản của các công ty đa quốc gia là bộ phận không trực tiếp làm việc với khách hàng, tiếng Anh: back-office, (ví dụ cung cấp nguyên liệu, tài chính và nguồn nhân lực) ở mỗi quốc gia mà nó hoạt động. Các công ty đa quốc gia đã tạo ra một phiên bản nhỏ của chính nó ở mỗi công ty. Xí nghiệp liên hợp toàn cầu mà một số người cho rằng sẽ là giai đoạn tiếp theo trong tiến trình phát triển của công ty đa quốc gia thì không có đặc điểm này.

## Sức mạnh quốc tế
Các công ty đa quốc gia lớn mạnh có thể có ảnh hưởng lớn đến các quan hệ quốc tế khi chúng có ảnh hưởng kinh tế lớn đến các khu vực mà các nhà nhà chính trị đại diện và chúng có nguồn lực tài chính dồi dào để phục vụ cho quan hệ công chúng (public relations) và vận động hành lang (lobbying) chính trị.